# Tønder Sogn
Tønder Sogn (dt.: Tondern) ist eine dänische Kirchspielgemeinde (dän.: Sogn) in Nordschleswig. Bis 1970 gehörte sie zur Harde Tønder, Højer og Lø Herred im damaligen Tønder Amt, danach zur Tønder Kommune im damaligen Sønderjyllands Amt, die im Zuge der Kommunalreform zum 1. Januar 2007 in der „neuen“  Tønder Kommune in der Region Syddanmark aufgegangen ist. Am 1. Oktober 2010 wurde der ehemalige Kirchenbezirk Emmerske Kirkedistrikt im Tønder Sogn mit der Abschaffung der dänischen Kirchenbezirke ein selbständiges Sogn Emmerske Sogn.
Die Gemeinde hatte am 1. Januar 2023 7882 Einwohner, davon 7574 in der Stadt Tønder.